# Pholis ornata
Pholis ornata és una espècie de peix de la família dels fòlids i de l'ordre dels perciformes.

## Descripció
- Fa 30 cm de llargària màxima, té un cos anguil·liforme i comprimit lateralment, és de color variable (des del verd oliva al marró amb àrees ventrals grogues, ataronjades o vermelles) i presenta taques fosques rectangulars al llarg dels flancs i una franja fosca a sota de cada ull. Alguns exemplars han estat observats amb les aletes caudal, anal i pectorals de color taronja.
- 74-79 espines i cap radi tou a l'aleta dorsal i 2 espines i 35-38 radis tous a l'aleta anal.
- Aleta caudal arrodonida i pèlviques petites.
- Aleta dorsal allargada i estenent-se des del cap fins a l'aleta caudal.
- Les aletes dorsal i anal conflueixen amb l'aleta caudal.
- Absència de línia lateral.[8][9][10]

## Reproducció
Tots dos sexes custodien els ous.

## Alimentació
Menja petits mol·luscs i crustacis.

## Hàbitat i distribució geogràfica
És un peix marí, demersal (fins als 50 m de fondària) i de clima temperat, el qual viu al Pacífic oriental: les zones de marees amb substrats rocallosos, de còdols, de fang o algues i, també, els forats d'objectes d'origen humà a prop de molls o embarcadors (com ara, llaunes, flascons, pneumàtics, etc.) des del sud de la Colúmbia Britànica -el Canadà- fins a Washington, Oregon i les costes centrals de Califòrnia (els Estats Units), tot i que alguns autors amplien la seua distribució geogràfica fins al Pacífic nord-occidental, ja que consideren Pholis nea com un sinònim d'aquesta espècie.

## Estat de conservació
Les seues principals amenaces són la pèrdua del seu hàbitat a causa dels vessaments de petroli i de la contaminació produïda en aquelles zones costaneres amb grans poblacions humanes. No obstant això, i degut a la seua àmplia distribució geogràfica, hom considera que són amenaces molt localitzades.

## Observacions
És inofensiu per als humans, pot tolerar aigües de baixa salinitat. i utilitza la vegetació estacional com a refugi.